# Che ne sarà di noi
Che ne sarà di noi è un film commedia del 2004 diretto da Giovanni Veronesi. Gli interpreti principali sono Silvio Muccino, Violante Placido ed Elio Germano.
Il titolo è ripreso dall'omonimo brano di Gianluca Grignani, facente peraltro parte della colonna sonora.

## Trama
Matteo, Paolo e Manuel sono tre diciannovenni che hanno appena terminato il liceo, e ognuno di loro è in preda ai suoi problemi: Matteo ha una burrascosa relazione con Carmen, una ragazza più grande di lui e di cui è perdutamente innamorato. Questa, però, sembra considerare Matteo solo come uno "sfizio" personale, giudicandolo troppo piccolo e immaturo, e si mostra molto volubile nei suoi confronti. Paolo, molto bravo a scuola e in seguito soprannominato Pio, è un ragazzo timido e beneducato che però ha il futuro già deciso dai propri genitori: dopo la maturità, infatti, dovrà iscriversi alla facoltà di Economia a Milano. Manuel è il classico ribelle, stufo della madre vedova; non vuole lavorare nel negozio di animali del padre defunto e non nasconde la sua perenne rabbia e insoddisfazione interiore. Matteo, sapendo che Carmen andrà in vacanza a Santorini, isola della Grecia, convince i suoi due amici ad andare anche loro lì, ingannandoli. Lungo il tragitto in traghetto, i tre incontrano due ragazze particolarmente attraenti, Bea e Monica, che li accompagneranno sull'isola.
Oltre a loro, a Santorini ci sono pure Valentina, da sempre segretamente innamorata di Matteo, e Sandro, un uomo cinico e benestante che ha una spiccata attrattiva su Carmen, ricambiando il suo interesse però solo fisicamente. In una settimana succederanno molte cose, che cambieranno per sempre le vite dei tre protagonisti e li aiuteranno a crescere e maturare.

## Riconoscimenti
- 2004 - David di Donatello[2]:
  - Nomination Miglior film
  - Nomination Migliore sceneggiatura a Giovanni Veronesi e Silvio Muccino
  - Nomination Miglior produttore a Aurelio De Laurentiis
  - Nomination Migliore attrice protagonista a Violante Placido
  - Nomination Miglior attore protagonista a Silvio Muccino
  - Nomination Miglior attore non protagonista a Elio Germano
  - Nomination Migliore fotografia a Fabio Zamarion
  - Nomination Miglior colonna sonora a Andrea Guerra
  - Nomination Migliore scenografia a Marco Dentici
  - Nomination Migliori costumi a Gemma Mascagni
  - Nomination Miglior montaggio a Claudio Di Mauro
  - Nomination Miglior fonico di presa diretta a Miguel Ángel Polo
- 2005 - Nastro d'argento
  - Migliore produttore a Aurelio De Laurentiis
  - Nomination Miglior attore non protagonista a Elio Germano
  - Nomination Migliore canzone originale a Gianluca Grignani e Andrea Guerra (Che ne sarà di noi)